# Lijst van vlaggen van Poolse deelgebieden
Dit artikel bevat een lijst van vlaggen van Poolse deelgebieden. Polen telt zestien woiwodschappen (provincies), die zijn ingedeeld in 379 powiaty (districten). Hiervan zijn er 65 stadsdistricten. De vlaggen van de woiwodschappen en districten staan in dit artikel opgesomd.
Klik op 'vlag' onder de naam van een gebied om naar het artikel over de betreffende vlag te gaan.

## Woiwodschappen
| Kaart | Woiwodschap       | Vlag | Artikel over de vlag       | Ratio | Ingebruikname     |
| ----- | ----------------- | ---- | -------------------------- | ----- | ----------------- |
|       | Ermland-Mazurië   |      | Vlag van Ermland-Mazurië   | 1:2   | 6 augustus 2002   |
|       | Groot-Polen       |      | Vlag van Groot-Polen       | 5:11  | 31 januari 2000   |
|       | Heilig Kruis      |      | Vlag van Heilig Kruis      | 1:4   | 28 december 2012  |
|       | Klein-Polen       |      | Vlag van Klein-Polen       | 5:8   | 24 mei 1999       |
|       | Koejavië-Pommeren |      | Vlag van Koejavië-Pommeren | 5:8   | 10 juli 2000      |
|       | Łódź              |      | Vlag van Łódź              | 5:8   | 25 juni 2002      |
|       | Lublin            |      | Vlag van Lublin            | 5:8   | 14 juni 2004      |
|       | Lubusz            |      | Vlag van Lubusz            | 5:8   | 26 juni 2000      |
|       | Mazovië           |      | Vlag van Mazovië           | 5:8   | 29 mei 2006       |
|       | Neder-Silezië     |      | Vlag van Neder-Silezië     | 5:8   | 17 december 2009  |
|       | Opole             |      | Vlag van woiwodschap Opole | 5:8   | 28 september 2004 |
|       | Podlachië         |      | Vlag van Podlachië         | 5:8   | 30 augustus 2002  |
|       | Pommeren          |      | Vlag van Pommeren          | 5:8   | 25 maart 2002     |
|       | Silezië           |      | Vlag van Silezië           | 5:8   | 11 juni 2001      |
|       | Subkarpaten       |      | Vlag van Subkarpaten       | 5:8   | 23 november 2000  |
|       | West-Pommeren     |      | Vlag van West-Pommeren     | 5:8   | 23 oktober 2000   |

## Districten

### Stedelijke districten

Biała Podlaska
Białystok
Bielsko-Biała
Bydgoszcz
Bytom
Chełm
Chorzów
Częstochowa
Dąbrowa Górnicza
Elbląg
Gdańsk: Vlag
Gdynia
Gliwice
Gorzów Wielkopolski
Grudziądz
Jastrzębie Zdrój
Jaworzno
Jelenia Góra
Kalisz
Katowice
Kielce
Konin
Koszalin
Kraków: Vlag
Krosno
Legnica
Leszno
Lublin
Łomża
Łódź
Mysłowice
Nowy Sącz
Olsztyn
Opole
Ostrołęka
Piekary Śląskie
Piotrków Trybunalski
Płock
Poznań
Przemyśl
Radom
Ruda Śląska
Rybnik
Rzeszów
Siedlce
Siemianowice Śląskie
Skierniewice
Słupsk
Sopot
Sosnowiec
Suwałki
Szczecin
Świętochłowice
Świnoujście
Tarnobrzeg
Tarnów
Toruń
Warschau: Vlag
Włocławek
Wrocław: Vlag
Zabrze
Zamość
Zielona Góra
Żory

### Overige districten

Powiat Aleksandrowski
Powiat Augustowski
Powiat Bartoszycki
Powiat Będziński
Powiat Bełchatowski
Powiat Bialski
Powiat Białobrzeski
Powiat Białogardzki
Powiat Białostocki
Powiat Bielski (Podlachië)
Powiat Bielski (Silezië)
Powiat Bieruńsko-Lędziński
Powiat Bieszczadzki
Powiat Biłgorajski
Powiat Bocheński
Powiat Bolesławiecki
Powiat Braniewski
Powiat Brodnicki
Powiat Brzeski (Brzeg)
Powiat Brzeski (Brzesko)
Powiat Brzeziński
Powiat Brzozowski
Powiat Buski
Powiat Bydgoski
Powiat Bytowski
Powiat Chełmiński
Powiat Chełmski
Powiat Chodzieski
Powiat Chojnicki
Powiat Choszczeński
Powiat Chrzanowski
Powiat Ciechanowski
Powiat Cieszyński
Powiat Czarnkowsko-Trzcianecki
Powiat Częstochowski
Powiat Człuchowski
Powiat Dąbrowski
Powiat Dębicki
Powiat Drawski
Powiat Działdowski
Powiat Dzierżoniowski
Powiat Elbląski
Powiat Ełcki
Powiat Garwoliński
Powiat Gdański
Powiat Giżycki
Powiat Gliwicki
Powiat Głogowski
Powiat Głubczycki
Powiat Gnieźnieński
Powiat Gołdapski
Powiat Goleniowski
Powiat Golubsko-Dobrzyński
Powiat Gorlicki
Powiat Górowski
Powiat Gorzowski
Powiat Gostyniński
Powiat Gostyński
Powiat Grajewski
Powiat Grodziski (Groot-Polen)
Powiat Grodziski (Mazovië)
Powiat Grudziądzki
Powiat Gryficki
Powiat Gryfiński
Powiat Grójecki
Powiat Hajnowski
Powiat Hrubieszowski
Powiat Inowrocławski
Powiat Iławski
Powiat Janowski
Powiat Jarociński
Powiat Jarosławski
Powiat Jasielski
Powiat Jaworski
Powiat Jeleniogórski
Powiat Jędrzejowski
Powiat Kaliski
Powiat Kamiennogórski
Powiat Kamieński
Powiat Kartuski
Powiat Kazimierski
Powiat Kędzierzyńsko-Kozielski
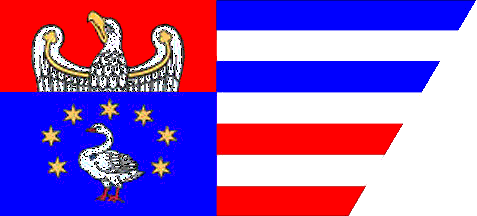
Powiat Kępiński
Powiat Kętrzyński
Powiat Kielecki
Powiat Kłobucki
Powiat Kłodzki
Powiat Kluczborski
Powiat Kolbuszowski
Powiat Kolneński
Powiat Kołobrzeski
Powiat Kolski
Powiat Konecki
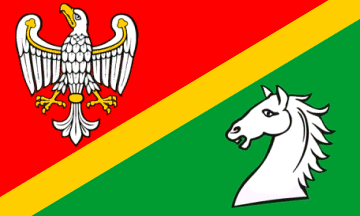
Powiat Koniński
Powiat Kościański
Powiat Kościerski
Powiat Koszaliński
Powiat Kozienicki
Powiat Krakowski
Powiat Krapkowicki
Powiat Kraśnicki
Powiat Krasnostawski
Powiat Krośnieński (Lebus)
Powiat Krośnieński (Subkarpaten)
Powiat Krotoszyński
Powiat Kutnowski
Powiat Kwidzyński
Powiat Łaski
Powiat Łańcucki
Powiat Lęborski
Powiat Łęczycki
Powiat Łęczyński
Powiat Legionowski
Powiat Legnicki
Powiat Leski
Powiat Leszczyński
Powiat Leżajski
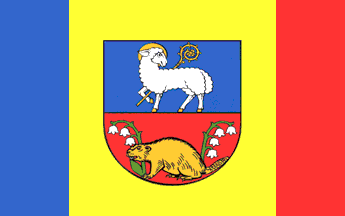
Powiat Lidzbarski
Powiat Limanowski
Powiat Lipnowski
Powiat Lipski
Powiat Łobez
Powiat Łódzki Wschodni
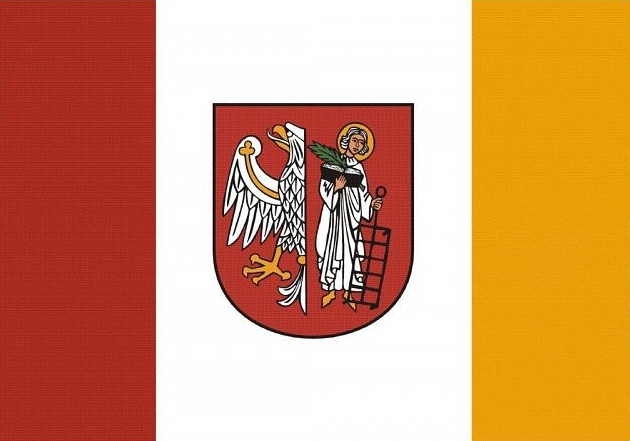
Powiat Łomżyński
Powiat Łosicki
Powiat Łowicki
Powiat Lubaczowski
Powiat Lubartowski
Powiat Lubański
Powiat Lubelski
Powiat Lubiński
Powiat Lubliniecki
Powiat Lwówecki
Powiat Łukowski
Powiat Makowski
Powiat Malborski
Powiat Międzychodzki
Powiat Międzyrzecki
Powiat Miechowski
Powiat Mielecki
Powiat Mikołowski
Powiat Milicki
Powiat Miński
Powiat Mławski
Powiat Mogileński
Powiat Moniecki
Powiat Mrągowski
Powiat Myślenicki
Powiat Myśliborski
Powiat Myszkowski
Powiat Nakielski
Powiat Namysłowski
Powiat Nidzicki
Powiat Niżański
Powiat Nowodworski (Mazovië)
Powiat Nowodworski (Pommeren)
Powiat Nowomiejski
Powiat Nowosądecki
Powiat Nowosolski
Powiat Nowotarski
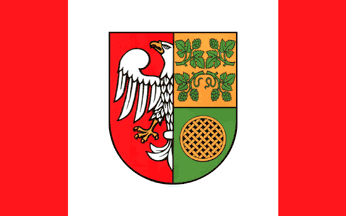
Powiat Nowotomyski
Powiat Nyski
Powiat Obornicki
Powiat Oławski
Powiat Olecki
Powiat Oleski
Powiat Oleśnicki
Powiat Olkuski
Powiat Olsztyński
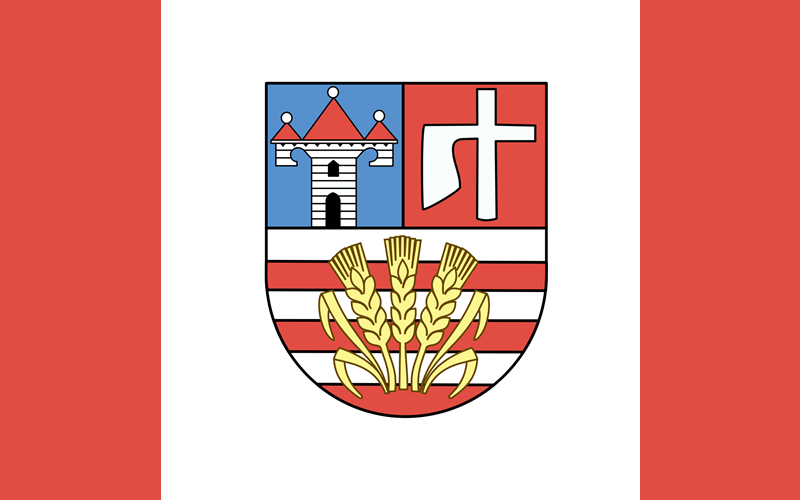
Powiat Opatowski
Powiat Opoczyński
Powiat Opolski (Lublin)
Powiat Opolski (Opole)
Powiat Ostrołęcki
Powiat Ostrowiecki
Powiat Ostrowski (Groot-Polen)
Powiat Ostrowski (Mazovië)
Powiat Ostrzeszowski
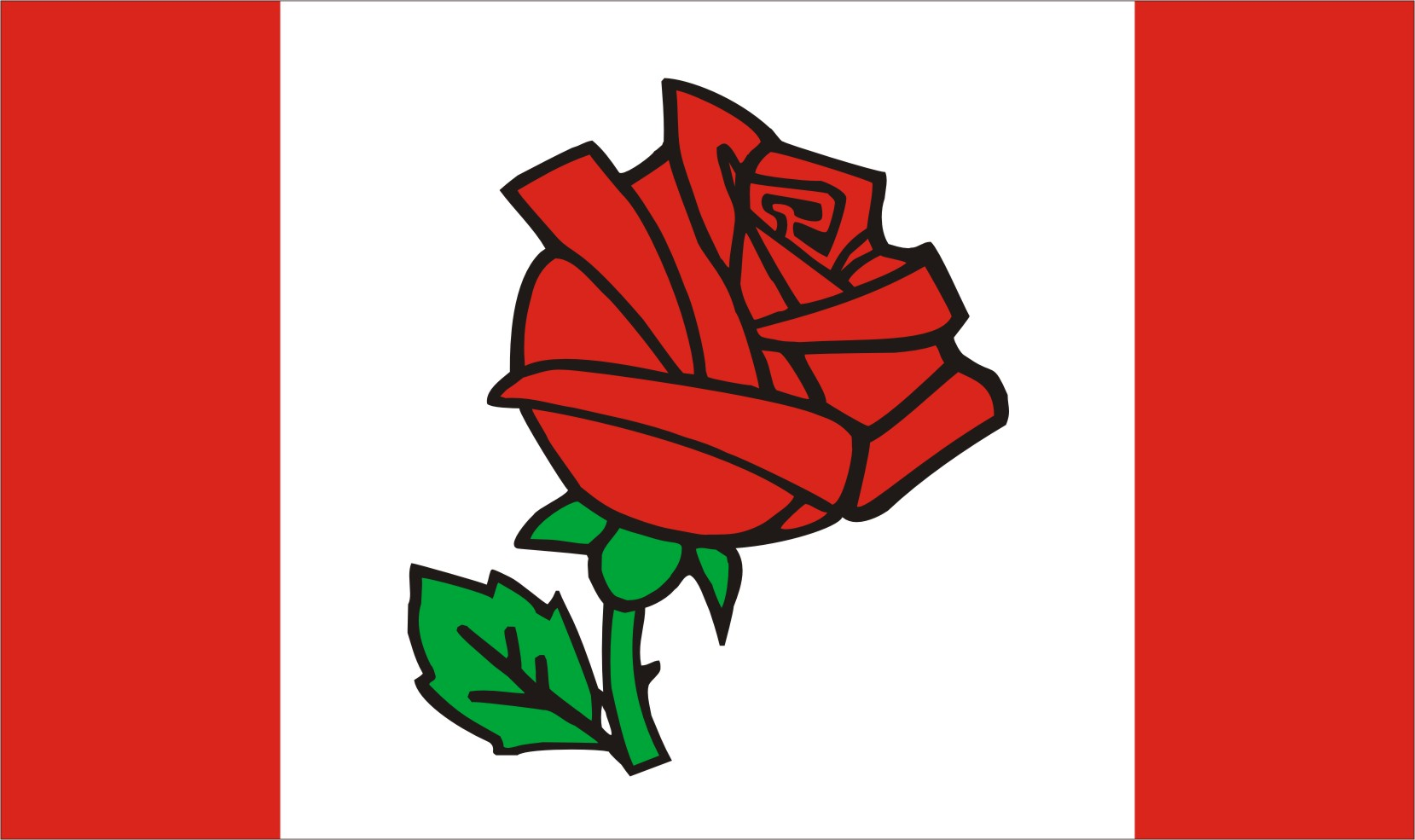
Powiat Ostródzki
Powiat Oświęcimski
Powiat Otwocki
Powiat Pabianicki
Powiat Pajęczański
Powiat Parczewski
Powiat Piaseczyński
Powiat Pilski
Powiat Pińczowski
Powiat Piotrkowski
Powiat Piski
Powiat Pleszewski
Powiat Płocki
Powiat Płoński
Powiat Poddębicki
Powiat Policki
Powiat Polkowicki
Powiat Poznański
Powiat Proszowicki
Powiat Prudnicki
Powiat Pruszkowski
Powiat Przasnyski
Powiat Przemyski
Powiat Przeworski
Powiat Przysuski
Powiat Pszczyński
Powiat Pucki
Powiat Puławski
Powiat Pułtuski
Powiat Pyrzycki
Powiat Raciborski
Powiat Radomski
Powiat Radomszczański: Vlag
Powiat Radziejowski
Powiat Radzyński
Powiat Rawicki
Powiat Rawski
Powiat Ropczycko-Sędziszowski
Powiat Rybnicki
Powiat Rycki
Powiat Rypiński
Powiat Rzeszowski
Powiat Sandomierski
Powiat Sanocki
Powiat Sejneński
Powiat Sępoleński
Powiat Siedlecki
Powiat Siemiatycki
Powiat Sieradzki
Powiat Sierpecki
Powiat Skarżyski
Powiat Skierniewicki
Powiat Sławieński
Powiat Słubicki
Powiat Słupecki
Powiat Słupski
Powiat Sochaczewski
Powiat Sokołowski
Powiat Sokólski
Powiat Średzki (Groot-Polen)
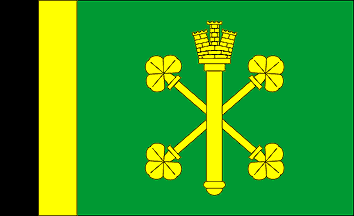
Powiat Średzki (Neder-Silezië)
Powiat Śremski
Powiat Stalowowolski
Powiat Starachowicki
Powiat Stargardzki
Powiat Starogardzki
Powiat Staszowski
Powiat Strzelecki
Powiat Strzelecko-Drezdenecki
Powiat Strzeliński
Powiat Strzyżowski
Powiat Sulęciński
Powiat Suski
Powiat Suwalski
Powiat Świdnicki (Lublin)
Powiat Świdnicki (Neder-Silezië)
Powiat Świdwiński
Powiat Świebodziński
Powiat Świecki
Powiat Szamotulski
Powiat Szczecinecki
Powiat Szczycieński
Powiat Sztumski
Powiat Szydłowiecki
Powiat Tarnobrzeski
Powiat Tarnogórski
Powiat Tarnowski
Powiat Tatrzański
Powiat Tczewski
Powiat Tomaszowski (Lublin)
Powiat Tomaszowski (Łódź)
Powiat Toruński
Powiat Trzebnicki
Powiat Tucholski
Powiat Turecki
Powiat Wąbrzeski
Powiat Wadowicki
Powiat Wągrowiecki
Powiat Wałbrzyski
Powiat Wałecki
Powiat Warszawski Zachodni
Powiat Węgorzewski
Powiat Węgrowski
Powiat Wejherowski
Powiat Wielicki
Powiat Wieluński
Powiat Wieruszowski
Powiat Włocławski
Powiat Włodawski
Powiat Włoszczowski
Powiat Wodzisławski
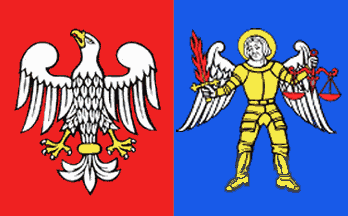
Powiat Wołomiński
Powiat Wołowski
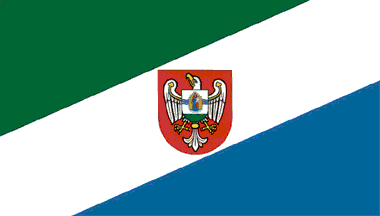
Powiat Wolsztyński
Powiat Wrocławski
Powiat Wrzesiński
Powiat Wschowski
Powiat Wysokomazowiecki
Powiat Wyszkowski
Powiat Ząbkowicki
Powiat Żagański
Powiat Zambrowski
Powiat Zamojski
Powiat Żarski
Powiat Zawierciański
Powiat Zduńskowolski
Powiat Zgierski
Powiat Zgorzelecki
Powiat Zielonogórski
Powiat Złotoryjski
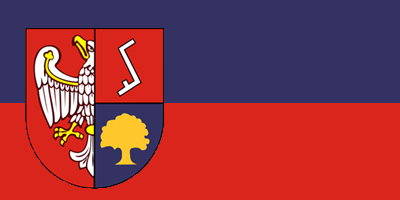
Powiat Złotowski
Powiat Żniński
Powiat Żuromiński
Powiat Zwoleński
Powiat Żyrardowski
Powiat Żywiecki